# Condado de Haakon
O Condado de Haakon é um dos 66 condados do Estado americano da Dakota do Sul. A sede do condado é Philip, e sua maior cidade é Philip. O condado possui uma área de 4 732 km² (dos quais 37 km² estão cobertos por água), uma população de 2 196 habitantes, e uma densidade populacional de 0,5 hab/km² (segundo o censo nacional de 2000).